# Cristiano Grappasonni
Cristiano Grappasonni (Roma, 16 giugno 1972) è un ex cestista e dirigente sportivo italiano.
Ala grande-centro di 204 cm per 96 kg, ha giocato solo una stagione in Serie A1, con la Viola Reggio Calabria.

## Carriera
Grappasonni ha trovato i primi minuti in prima squadra a Rieti nel 1990, sotto la guida di Ezio Cardaioli. Nel 1993-94 è passato per un anno alla squadra delle Forze Armate, poi un altro anno a Rieti e il debutto nella pallacanestro professionistica con la Pallacanestro Trapani, nel 1995-96 in Serie A2. Malgrado la stagione da titolare, la squadra è retrocessa così l'ala-pivot romana è rientrata all'AMG Sebastiani Rieti, in Serie B1 complici i problemi economici dei siciliani.
La nuova parentesi reatina è durata un anno, poiché la squadra non viene iscritta al torneo successivo per i troppi debiti. Grappasonni torna in A2 nel gennaio 1998, contattato dalla Scandone Avellino. Rimane per un anno, poi a dicembre passa alla Viola Reggio Calabria, con cui conquista la promozione nella massima serie. In Serie A1 ha modo di disputare anche i play-off, ma nel 2000-01 torna in A2 per vestire la maglia della Pallacanestro Messina per un biennio.
Da quel momento diventa una presenza fissa della Legadue: passa dal Basket Club Ferrara, dallo Scafati Basket, dall'Orlandina Basket, dalla Dinamo Sassari e dalla Juvecaserta Basket. Con Scafati e Capo d'Orlando conquista altre due promozioni nella massima serie e due Coppe Italia, ma in nessun caso può tornare a giocare in Serie A.
Da febbraio 2008 torna in Serie B1 con il Basket Trapani, dove sfiora la promozione in Serie A2, per poi passare in estate alla RB Montecatini Terme, in Serie A Dilettanti.
Dalla Serie A Dilettanti FIP 2009-2010 gioca nell'Olimpia Basket Matera, squadra dove dalla stagione 2010-11 è capitano. A fine stagione 2012-13 lascia il basket giocato e viene nominato team manager di Matera. Nel novembre 2017 ha ricevuto dalla stessa società sportiva l'incarico ad interim di direttore sportivo.

## Palmarès
- Legadue: 3
Viola Reggio Calabria: 1998-99
Orlandina Basket: 2004-05
Scafati Basket 2005-06.
- Coppa Italia di Legadue: 2
Orlandina Basket: 2005
Scafati Basket: 2006.